# Mmegi
Mmegi est un quotidien national indépendant du Botswana. Il est publié en anglais, la langue officielle.
Il a été créé à Gaborone, la capitale, en 1984.